# کودان لیمیتد
کودان لیمیتد (انگلیسی: Codan Limited) شرکت الکترونیک استرالیایی است، که در سال ۱۹۵۹ تأسیس شد.